# Gedern
Gedern är en stad i Wetteraukreis i Regierungsbezirk Darmstadt i förbundslandet Hessen i Tyskland.